# ロボットミュージアム in 名古屋
ロボットミュージアム in 名古屋（ロボットミュージアム イン なごや）は、名古屋市中区錦三丁目にあった総合エンターテイメント施設で、日本で最初の本格的なロボット専門の博物館。株式会社ジャイロウォークと株式会社アイディーユーが運営していた。
JETRO輸入車ショウルーム名古屋（2005年12月25日閉鎖）の跡地に、2006年（平成18年）10月22日に開館した。当初は2010年（平成22年）8月までの44か月の期間限定の開館の予定であったが、利用者が伸び悩み、2007年（平成19年）9月30日をもって閉館となった。また、2階で営業をしていた「HATTORI LUSSO」は同年11月26日に、レストラン「famires」も2008年（平成20年）1月に閉店した。
2008年（平成20年）6月15日大改装を行い『SMBCパーク栄』が同所にオープンした。

## 概要
ロボットを実際に「見る」「触る」「楽しむ」ことが可能で、博物館のROBOTHINKをメインに、大きく4つのエリアで構成されていた。
ROBOTHINK（博物館）
ロボットをデザイン的に考える「企画展」と、ロボットの歴史を学ぶ「テーマ展」を中心にロボットを知る博物館。2足歩行ロボットからロボット雑貨まで、様々なロボットに接することが出来た。つくば万博の芙蓉ロボットシアターで展示されていたルイジ・コラーニがデザインしたロボットも展示されていた。
ロボット未来デパートメント（売店）
高性能ホビーロボットやロボットの玩具、ブリキのロボット、雑貨などの展示、販売。期間限定でセグウェイの試乗コーナーもあった。このイベントがセグウェイ初体験という者も多くいた。
HATTORI　LUSSO（展示）
イタリアを中心としたヨーロッパの最先端の流行をとりいれた、インテリアショップロボットとインテリアのコラボレーションを演出。服部家具センターが全面協力。
famires in ROBOT MUSEUM（飲食店）
ロボットと触れ合うファミリーレストラン。

## 開館時間（当時）
ROBOTHINK
- 平日：11：00 - 19：00
- 土日祝：10：00 - 20：00
- 定休日：毎月第三水曜日

## 入場料金（当時）
ROBOTHINK
- 一般：1,300円
- 65歳以上、大高中学生：1,000円　
- 小学生：700円

## 所在地
- 愛知県名古屋市中区錦3-25-20

## 交通機関
- 名古屋市営地下鉄東山線、名城線、栄駅下車。地下鉄出口9番出口。